# 拉明·克林魯
拉明·克林魯（波斯語：رامین کریملو，1978年9月19日－），伊朗裔加拿大籍的演員及歌手，曾擔任英國西區劇院最長壽的兩部音樂劇的主角：《歌劇魅影》中的魅影以及《悲慘世界》的尚萬強。他也是安德魯·洛伊·韋伯創作的音樂劇《愛無止盡》中魅影的原版卡司（英語：Original Cast）。他在百老匯首次登台的角色為2014年的《悲慘世界》復排中的尚萬強，並因此獲得東尼獎提名。他以在《愛無止盡》、《歌劇魅影》25周年紀念的演出最為知名。

## 早年生活
拉明·克林魯於1978年出生在伊朗的德黑蘭，當時正值伊朗伊斯蘭革命時期，父母被迫帶著兩個月大的他逃往義大利。兩年後，他們遷居加拿大安大略的彼得堡，隨後又搬到列治文山。他12歲那年參加學校的戶外教學，和朋友一起去看了音樂劇《歌劇魅影》，深受啟發，立志將來要飾演劇中的主角魅影。

## 職業生涯
他從亞歷山大·麥肯齊高中畢業後便開始工作。一開始他在搖滾樂團及一些劇院演出，後來他錄取旅遊公司P&O Cruises的歌手和舞者，隨著郵輪來到英國倫敦，決定待下來。
他在英國的第一份工作是飾演一部啞劇（英語：pantomime）的角色阿拉丁。2001年他加入喜歌劇《彭贊斯的海盜》的英國國內巡演，擔任角色海盜王的替補演員，隨後成為正式演員。2002年他加入《日落大道》的國內巡演，並在同年首次站上英國著名的倫敦西區劇院的舞台，飾演《悲慘世界》的費以伊（Feuilly），並擔任馬留斯（Marius）和恩佐拉的候補演員。當時馬留斯A卡是Hadley Fraser。
2003年拉明接演音樂劇《歌劇魅影》的主要角色之一，韓晤·夏尼子爵。他的最後一場日場演出被拍攝下來，作為2004年喬·舒馬赫執導的電影《歌劇魅影》DVD中的幕後花絮。在該部電影中，他客串演出克莉絲汀的父親。2004年11月18日他參加了溫莎城堡為紀念法國總統雅克·希拉克舉辦的《悲慘世界》音樂會，飾演劇中革命學生領袖恩佐拉。該音樂會的錄影片段被收錄在溫莎城堡的紀錄片當中，於2005年復活節播出。2005年他加入《西貢小姐》英國國內巡演，飾演克里斯多弗·史考特（Christopher Scott）一角。
2007年9月，他回到西區劇院的《歌劇魅影》劇組飾演魅影一角，為倫敦最年輕的魅影。同年，他也演出《歌劇魅影》21週年紀念的魅影，這場演出讓他獲得劇院觀眾票選最佳男演員（Theatregoers’ Choice Award for Best Actor in a Take Over Role）。2009年11月7日，拉明最後一次參與《歌劇魅影》的常態演出，開始為將要上檔的音樂劇《愛無止盡》中的魅影一角作準備。
2010年3月，安德魯·洛伊·韋伯所作的《愛無止盡》音樂劇在西區劇院上檔，拉明擔任首演的男主角魅影。雖然這齣音樂劇的評價普通，但男女主角的表現獲得大家一致讚賞，拉明更因此入圍英倫舞台劇界大獎奧利佛獎最佳音樂劇男主角。2010年10月3日，拉明在悲慘世界25週年紀念音樂會中以恩佐拉一角參與演出。2011年8月27日，他演出倫敦西區最後一場《愛無止盡》的魅影。
2011年10月，歌劇魅影：25周年紀念音樂會在皇家亞伯特音樂廳盛大慶祝演出，剛結束《愛無止盡》演出的拉明與飾演劇中女主角的席艾拉·波格斯（Sierra Boggess）再度攜手合作，接下這三場將會在全世界電影院播送及製成目前唯一舞台版DVD的演出。兩人成功的為《歌劇魅影》的25年歷史立下一個里程碑，精湛的演出不僅博得滿場觀眾喝采，自身的國際知名度也因此大開。有人稱他們為「這個世代的魅影與克莉絲汀」。在演出最後的安可橋段，五位知名的歷屆魅影齊聚台上，共同唱出魅影的代表曲之一《夜的樂章》（The Music Of The Night）。此次演出是拉明在魅影這個角色上達到最顛峰、發揮最淋漓盡致的一次。他也宣布，這是他最後一次以魅影的角色參與《歌劇魅影》的演出。
2011年11月，拉明重回西區劇院參與音樂劇《悲慘世界》的演出，飾演角色尚萬強。2011年10中下旬，拉明在英國舉辦個人演唱會，主題為《魅影之夜》（A Night with the Phantom），於10月13日、22日、29日依序在布里斯托、曼徹斯特、伯明翰、南安普頓舉行。2012年4月，拉明結束西區劇院《悲慘世界》演出。2013年1月，拉明受邀至美國百老匯劇院作為《歌劇魅影》百老匯25週年的特別來賓。2013年9月。拉明擔任《悲慘世界》多倫多復排版的主角尚萬強。
2014年拉明首次正式站上百老匯的舞台，3月23日起他在百老匯《悲慘世界》復排版中飾演尚萬強。
2015年8月，他結束在百老匯《悲慘世界》的演出，於同年10月23日至11月22日在日本東京演出音樂劇，並於11月28日至12月10日在大阪演出。

## 列名的舞台劇演出

### 音樂劇
- 日落大道（飾演 Artie Green 並擔任 Joe Gillis 的候補演員），2002年，英國國內巡迴[3]
- 悲慘世界（飾演 費以伊，並擔任馬留斯和恩佐拉的候補演員），2002年，倫敦[9]
- 歌劇魅影（飾演 韓晤·夏尼子爵），2003年，倫敦[10]
- 悲慘世界（飾演 恩佐拉），2004年，倫敦[9]
- 西貢小姐 （飾演 克里斯多弗·史考特），2005年，英國國內巡迴[9]
- 歌劇魅影（飾演 魅影），2007年，倫敦[9][10]
- 愛無止盡（飾演 魅影），2010年，倫敦[4]
- 悲慘世界25週年紀念音樂會（英语：Les Misérables in Concert: The 25th Anniversary）（飾演 恩佐拉），2010年，倫敦[1]
- 歌劇魅影：25周年紀念音樂會（飾演 魅影），2011年，倫敦[14]
- 悲慘世界（飾演 尚萬強），2012年，倫敦[17]
- 悲慘世界（飾演 尚萬強），2013年，多倫多[21]
- 悲慘世界（飾演 尚萬強），2014年，百老匯[5][22]
- Anastasia (musical) （页面存档备份，存于）（飾演 Gleb），2017年，百老匯[27]
- 艾薇塔（飾演 Ché），2018年7月4日～7月28日，東京

### 喜歌劇
- 彭贊斯的海盜（英语：The Pirates of Penzance） （飾演 海盜王），2001年，英國國內巡迴[3]

## 電視劇/電影演出
| 年份/日期      | 作品                                     | 作品類別 | 角色                                    | 備註                 |
| -------------- | ---------------------------------------- | -------- | --------------------------------------- | -------------------- |
| 2004           | 《歌劇魅影》（The Phantom of the Opera） | 電影     | 克莉絲汀的父親（Gustave Daaé）          | 客串                 |
| 2008           | 《繩》（Rope）                           | 短片     | 亞當（Adam）                            |                      |
| 2011年12月8日  | 《人生苦短》                             | 電視劇   | 科學論者                                | 客串（第五集）       |
| 2012           | 《雨》（The Rain）                       | 短片     | 山姆（Sam）                             |                      |
| 2013           | 《溫泉》（The Spa）                      | 電視劇   | 柯斯塔斯·克列歐弗羅（Costas Kleovolou） |                      |
| 2015年9月25日  | 《警網急先鋒》（Blue Bloods）            | 電視劇   | Barry Hamidi                            | 客串（第六季第一集） |
| 2018年10月28日 | 《Nativity Rocks!》                      | 電影     | Doru's Dad                              |                      |
| 2019年         | 《Jesus: His Life》                      | 電視劇   | 聖若瑟（Joseph）                        |                      |
| 2019年         | 《霍爾比市》(Holby City)                 | 電視劇   | Darwin                                  |                      |

## 錄音作品
- 2007年拉明錄製迷你專輯《六平方英尺以內》（Within the Six Square Inch）
- 2008年拉明為唱片《Alexander S. Bermange音樂劇曲目第一輯》錄製了一首歌曲，這張匯集了26位西區明星的全新錄音的唱片，於2008年11月由Dress Circle唱片公司出版發行。
- 2010年2月1日拉明應邀參與新的音樂劇專輯《藍鳥》發行。
- 2010年3月12日拉明主演的音樂劇《愛無止盡》發行由原版卡司（包含拉明）所錄製的原聲帶。
- 2012年4月6日拉明發行第一張跨界個人同名專輯《Ramin》[註 12]。
- 2013年9月9日拉明發行與英國BBC合作的慈善單曲《Why Am I Falling》

## 獎項
| 年度 | 獎項                        | 類別               | 提名作品 | 結果 | 來源   | 類別原文 |
| ---- | --------------------------- | ------------------ | -------- | ---- | ------ | -------- |
| 2010 | Broadwayworld.com 獎        | 最佳男主角         | 愛無止盡 | 獲獎 |        |          |
| 2011 | Whatsonstage.com 觀眾票選獎 | 觀眾票選最佳男主角 | 愛無止盡 | 提名 | [ 28 ] |          |
| 2011 | 勞倫斯·奧立佛獎             | 最佳音樂劇男主角   | 愛無止盡 | 提名 | [ 12 ] |          |
| 2011 | Theatregoers' Choice Award  | 最佳音樂劇男主角   | 愛無止盡 | 獲獎 | [ 29 ] |          |
| 2013 | BroadwayWorld 多倫多獎      | 最佳音樂劇男主角   | 悲慘世界 | 獲獎 | [ 30 ] |          |
| 2013 | Theatregoers' Choice Award  | 最受歡迎替換演員獎 | 悲慘世界 | 獲獎 | [ 31 ] |          |
| 2014 | 戲劇聯盟獎                  | 精湛演出獎         | 悲慘世界 | 提名 | [ 32 ] |          |
| 2014 | 東尼獎                      | 最佳音樂劇男主角   | 悲慘世界 | 提名 | [ 33 ] |          |
| 2014 | Theatre World Award         | 2014 得主          | 悲慘世界 | 獲獎 | [ 34 ] |          |
| 2014 | Dora Award                  | 傑出音樂劇男演員   | 悲慘世界 | 獲獎 | [ 35 ] |          |

## 備註
1. ↑  名字取自拉明的好友，哈德里·福瑞澤
2. ↑  《歌劇魅影》的續作，但安德魯·洛伊·韋伯說「這不是續集」
3. ↑  當時魅影角色由寇姆·威爾金森飾演
4. ↑  也曾在工廠工作、當服務生
5. 1 2 3  《歌劇魅影》女主角克莉絲汀一生中愛過的三個男人：她父親、韓晤·夏尼子爵、魅影
6. ↑  28歲，2007年
7. ↑  Best Actor in a Musical Nominees
8. ↑  上個世代，也就是原版的魅影與克莉絲汀為迈克尔·克劳福德與莎拉·布萊曼
9. ↑  "I've got to say goodbye to it now"、"I think at this point I might have to go away to come back."
10. ↑  3月31日
11. ↑  在美國又名《Human Heart》

## 外部連結
- 拉明·克林魯個人網站 （页面存档备份，存于）
- 深度採訪拉明·克林魯（2013年7月31日 Broadwayworld.com 文章） （页面存档备份，存于）
- 採訪拉明·克林魯（2013年8月5日 Broadwayworld.com 影片） （页面存档备份，存于）
- 一瞥眾星雲集的《Prince of Broadway》在日本（有影片） （页面存档备份，存于）